# Kuehneromyces
Kuehneromyces Singer & A.H. Sm., 1946 è un genere di funghi basidiomiceti appartenente alla famiglia Strophariaceae.
Attualmente questo taxon non è in uso, al suo posto viene infatti preferito il genere Pholiota (Fr.) P. Kumm..

## Specie diKuehneromyces
La specie tipo è Kuehneromyces mutabilis (Schaeff.) Singer & A.H. Sm. (1946), altre specie incluse sono:
- Kuehneromyces alpinus A.H. Sm. (1957)
- Kuehneromyces carbonicola A.H. Sm. (1957)
- Kuehneromyces castaneiceps Singer (1969)
- Kuehneromyces castaneus Hongo (1971)
- Kuehneromyces cystidiosus Singer (1953)
- Kuehneromyces depauperatus Singer & A.H. Sm. (1946)
- Kuehneromyces leucolepidotus (P.D. Orton) Pegler & T.W.K. Young (1972)
- Kuehneromyces lignicola (Peck) Redhead (1984)
- Kuehneromyces macrosporus Singer (1953)
- Kuehneromyces marginellus (Peck) Redhead (1984)
- Kuehneromyces nothofagi Garrido (1988)
- Kuehneromyces nudus Singer (1950)
- Kuehneromyces papuensis (Cooke & Massee) Pegler (1965)
- Kuehneromyces populicola (A.H. Sm. & Hesler) Singer (1986)
- Kuehneromyces pseudoblattaria E. Horak (1967)
- Kuehneromyces rostratus Singer & A.H. Sm. (1946)
- Kuehneromyces terrestris Natarajan & Raman (1983)
- Kuehneromyces vernalis (Peck) Singer & A.H. Sm. (1946)
- Kuehneromyces vinicolor (Pat.) Pegler (1983)